# Luftschutzstollen Altstadt

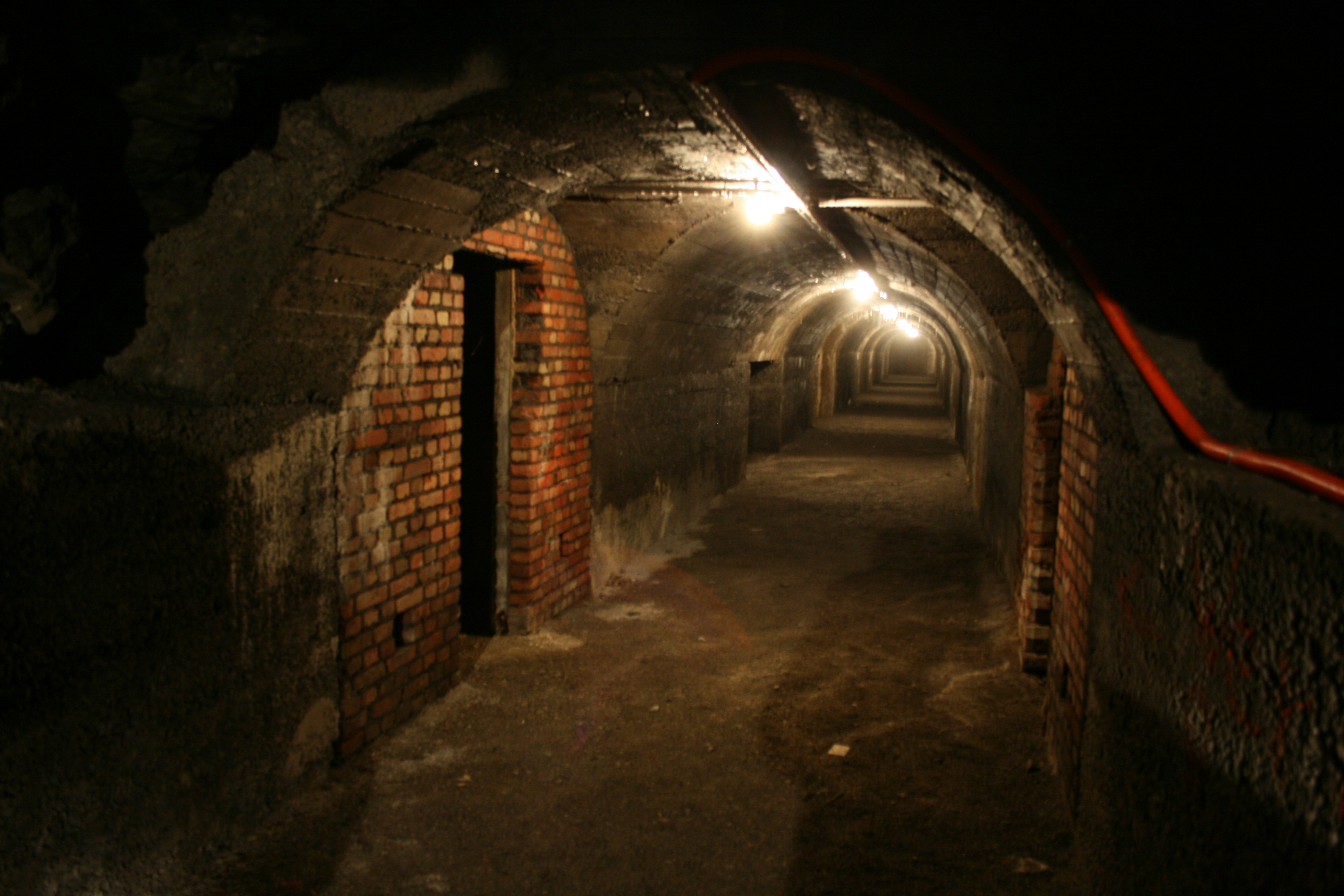
Luftschutzstollen Altstadt, Hauptgang

Der Luftschutzstollen Altstadt ist ein ehemaliger Luftschutzbunker in Iserlohn aus der Zeit des Nationalsozialismus und des Zweiten Weltkriegs. Die Stollenanlage befindet sich unter der Obersten Stadtkirche im etwa 20 Meter hohen Bilsteinfelsen. Sie weist eine Gesamtlänge von etwa 200 bis 250 Metern auf. Während der Luftangriffe auf die Stadt bot der Bunker im April 1945 über 2.000 Schutzsuchenden eine Zuflucht.

## Geschichte
Baubeginn des Luftschutzstollens Altstadt war im Sommer 1943.
Im August 1943 wurde für das Stadtgebiet ein Bauprogramm für Stollenanlagen, Deckungsgräben, Abstützung von Kellerdecken und Splitterschutzanlagen, Brandmauerdurchbrüchen, den Ausbau einer Luftschutzrettungsstelle und einer Luftschutzbefehlsstelle aufgestellt. Nach Aufnahme in das Luftschutz-Führerprogramm-Ausweitung begann man mit den Bauarbeiten. Als vordringliche Kriegsbauten wurden von der Organisation Todt im Rahmen eines Mindestbauprogrammes für Iserlohn im Juni 1944 neben der Stollenanlage Inselstraße/Altstadt zwei weitere Stollenanlagen (Baarstraße/Stenner und Lünkerhohl/Hardtrücken) genehmigt. In der Genehmigung hieß es unter anderem, dass die Maßnahme Stollenanlage Inselstraße/Altstadt mit vier deutschen Arbeitern und zehn russischen Kriegsgefangenen erfolgen darf. Im Juli 1944 wurde der Stollenvortrieb Altstadt gestoppt. Man kam in lockeren Schiefer- und Lehmboden, der keinen sicheren Schutz vor Bombentreffern bot. Der Stopp erfolgte auch zu Gunsten des Weiterbaus der Luftschutzanlagen Stenner und Hardtrücken. Aufgrund der Kriegslage und damit verbundener Materialknappheit wurden die Baumaßnahmen auf ein Minimum reduziert. Es gab keine Be- und Entwässerungsanlagen, Heizungsanlagen, Sanitärinstallationen und auch keinen Betonfußboden. Kurz vor Besetzung der Stadt durch amerikanische Streitkräfte am 16. April 1945 waren die notdürftigsten Maßnahmen fast abgeschlossen.

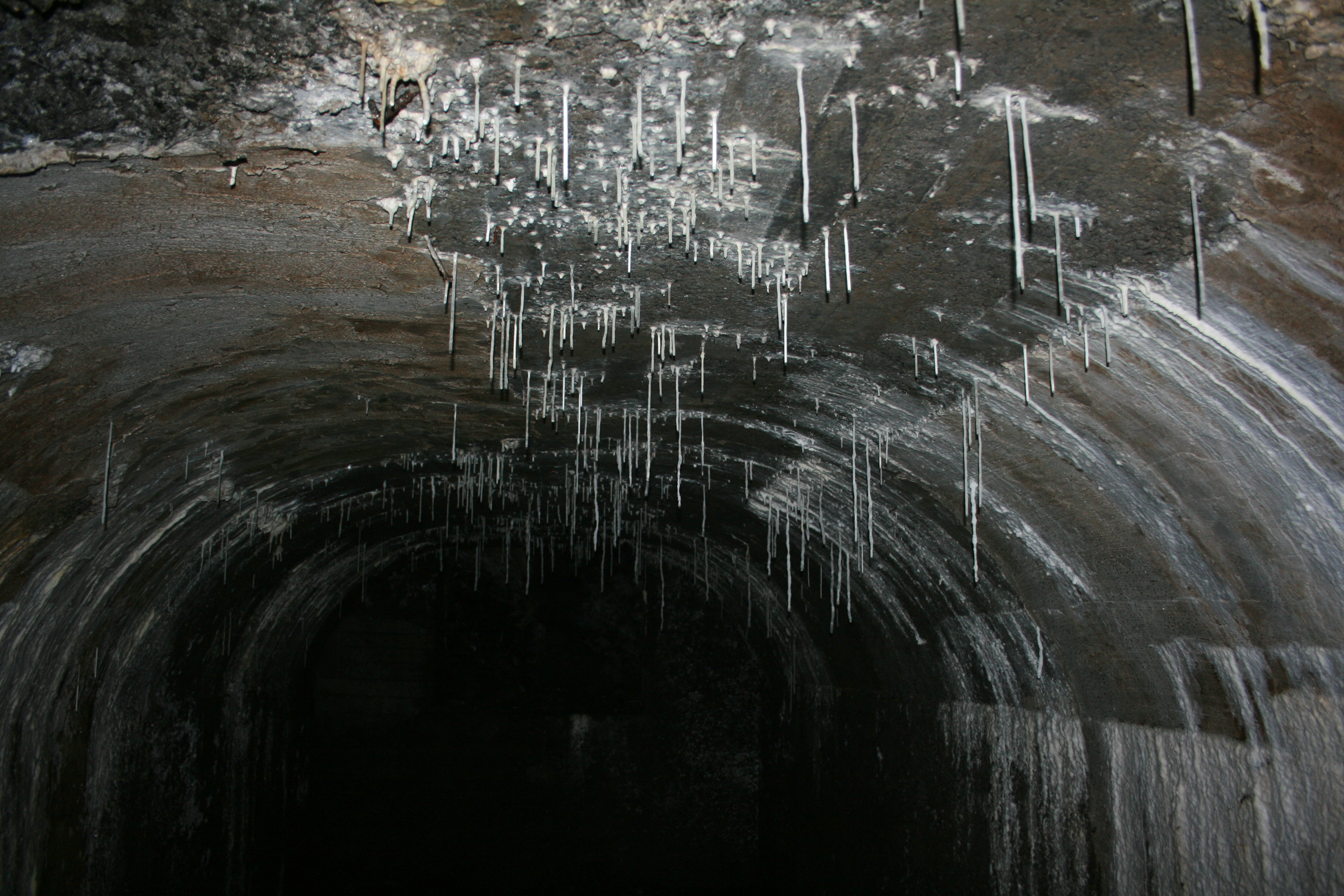
Stalaktitenbildung im Stollen

Laut den ursprünglichen Planungen sollte der Stollenbereich Altstadt eine Länge von etwa 500 bis 550 Metern erreichen und war für 4.000 bis 6.600 Schutzsuchende konzipiert. Von drei geplanten Eingängen wurden nur zwei Eingänge realisiert, Sanitärräume waren nicht vorhanden. Ein weiterer schmaler, zur Oberfläche ansteigender Schacht diente der Belüftung und war als Notausstieg vorgesehen.
Das Stadtmuseum Iserlohn übernahm den Bunker im Sommer 2004 für seine museumspädagogische Arbeit. Unterstützt wurde das Museum von Sponsoren aus der heimischen Wirtschaft und einem Dortmunder Unternehmen. 2004 fand anlässlich der Nutzung des Luftschutzstollens eine Ausstellung mit dem Thema „Wer Sturm sät … Bomben über Deutschland – Luftschutz in Iserlohn“ statt, in der Zeitzeugen über ihre Erlebnisse unter anderem im Stollen berichten. 
Heute zählt der Luftschutzstollen zu den musealen Attraktionen Iserlohns und wird jährlich von vielen Hundert Besuchern und Dutzenden von Schulklassen besichtigt. Der Eintritt ist allerdings nur im Rahmen von Führungen möglich (Kontakt über das Stadtmuseum Iserlohn).